# Ryøy

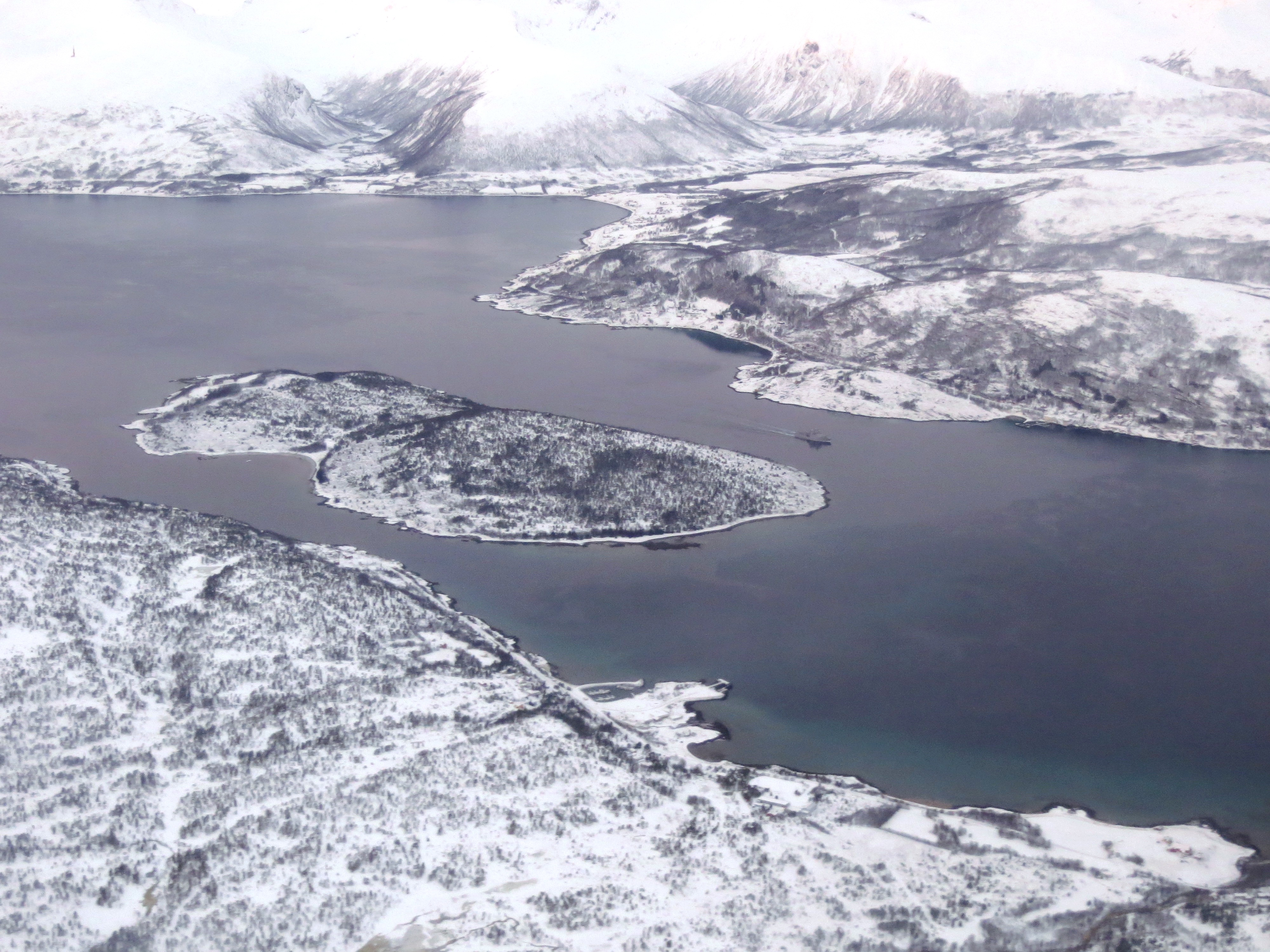
Die Insel Ryøy im Rystraumen; nördlich (rechts) der Storstraumen, südlich (links) der Litjestraumen. Im Norden (rechts oben) die Insel Kvaløy, im Süden (links vorn) das Festland

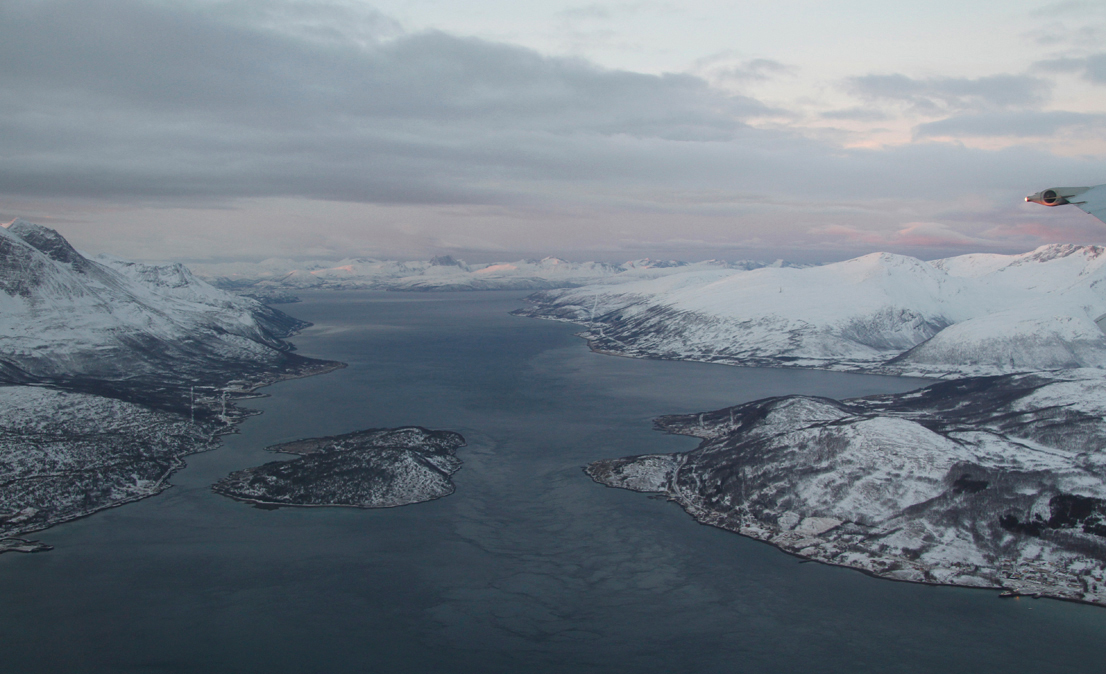
Blick von Osten auf Ryøy und den Rystraumen; rechts der Storstraumen und die Insel Kvaløy, links der Litjestraumen

Ryøy (norwegisch Ryøya) ist eine Insel im Straumsfjord etwa 15 km (Luftlinie) südwestlich von Tromsø im Fylke (Provinz) Troms in Nord-Norge, Norwegen.

## Die Insel
Die unbewohnte, knapp 2 km lange und 1,43 km² große Insel liegt auf dem Gebiet der Stadtgemeinde Tromsø, nahe dem Ostende des Straumsfjords zwischen der großen Insel Kvaløy im Norden und dem norwegischen Festland im Süden. Der sie beidseitig umfließende Straumsfjord wird hier „Rystraumen“ genannt, wobei der 600 m breite nördliche Arm zwischen Ryøy und der großen Insel Kvaløy als „Storstraumen“, der nur 200 m breite südliche zwischen Ryøy und der zum Festland gehörigen Halbinsel Malangshalvøen als „Litjestraumen“ bezeichnet wird.

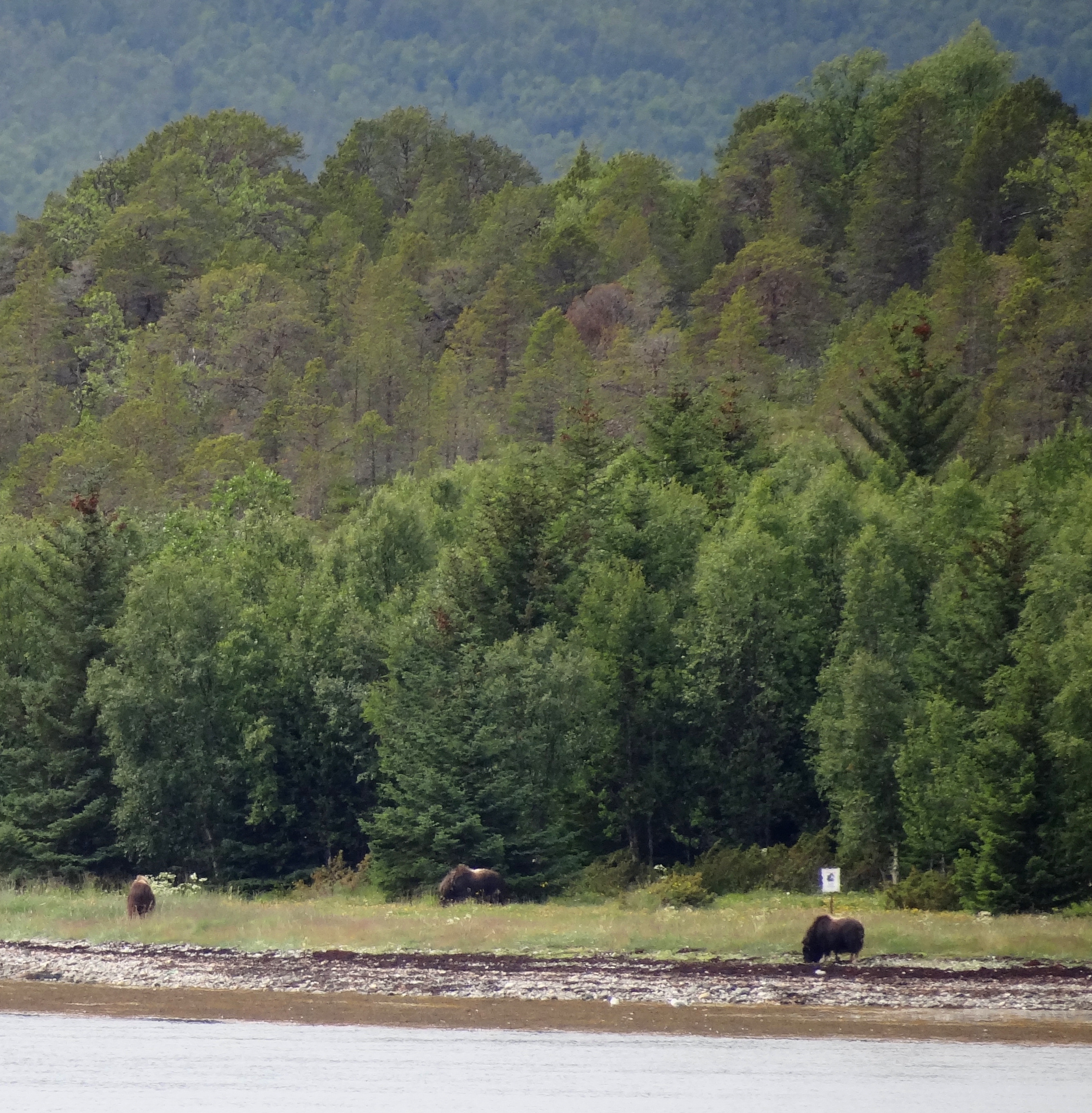
Moschusochsen auf Ryøy

Die felsige Insel ist hügelig, bis zu 74 m hoch, und besteht geologisch mehrheitlich aus Glimmergneis, Glimmerschiefer und Dolomit. Sie ist mit Kiefern, Birken und Heidekräutern bewachsen.
Eine kleine Herde von etwa 20 Moschusochsen lebt auf der Insel, dort zu Forschungszwecken von der Medizinischen Fakultät, Abteilung für arktische Biologie, der Universität Tromsø angesiedelt. Die Tiere bewegen sich frei auf der Insel, und insbesondere während der frühherbstlichen Brunftzeit begibt man sich auf eigene Gefahr auf die Insel.

## Meeresschutzgebiet
Seit September 2007 ist ein Gebiet von insgesamt 17 Quadratkilometern um die Insel ein Forschungs- und Schutzgebiet der Kategorie Strömungsgebiete im Nationalen Meeresschutzplan (Nasjonal marin verneplan) Norwegens, schützenswert wegen der in Anbetracht der starken Strömungen in beiden Armen des Rystraumens bemerkenswert reichen sessilen Fauna (Schwämme, Nesseltiere, Muscheln, Moostierchen und Seescheiden).

## Ryatunnel
Etwa 3 km östlich der Insel führt der am 29. September 2011 freigegebene, 2675 m lange, zweispurige und mautpflichtige Ryatunnel mit der Fv858 unter dem Ostende des Straumsfjords hindurch.
Koordinaten: 69° 33′ N, 18° 44′ O